# Les Voyeurs (film, 1972)
Pour les articles homonymes, voir Le Voyeur.
Pour plus de détails, voir Fiche technique et Distribution.
Les Voyeurs (מציצים, Metzitzim) est un film israélien réalisé par Uri Zohar, sorti en 1972.
Ce film est le premier volet de la Trilogie de la plage, suivi par Les Yeux plus gros que le ventre (he) (1974) et Sauvez le maître-nageur (he) (1977). Le film est tourné sur la promenade de Tel Aviv (he).

## Fiche technique
- Titre original : מציצים, Metzitzim
- Titre français : Les Voyeurs
- Réalisation : Uri Zohar
- Scénario : Uri Zohar et Arik Einstein
- Photographie : Adam Greenberg
- Montage : Avi Lifshitz
- Musique : Shalom Hanoch
- Pays d'origine :  Israël
- Format : Couleurs - 35 mm - 2,35:1 - Mono
- Genre : comédie
- Durée : 90 minutes
- Date de sortie : 1972

## Distribution
- Arik Einstein : Eli
- Uri Zohar : Gutte
- Sima Eliyahu : Mili
- Mona Silberstein : Dina
- Tzvi Shissel : Davidke
- Mordechai Ben-Ze'ev : Altman Sr.
- Moti Mizrahi : Altman Jr.
- Motti Levi : Avi
- Mordecai Arnon : chauffeur de taxi